# Hôpital de Cavaillon
L'hôpital de Cavaillon est un établissement public de santé inauguré le 4 septembre 1907. Il succède à un ancien Hôtel-Dieu (édifice de santé publique) qui fut depuis transformé en musée archéologique. Les deux sites sont situés à Cavaillon, dans le Vaucluse.

## Ancien Hôtel Dieu

### Histoire
L'ancien Hôtel Dieu était situé à l'extrémité nord des enceintes de la ville, à proximité immédiate du Portail du Moulin. L'édifice a été construit au XIVe siècle, il remplace une structure qui existait en plein centre autour des Halles. L'Hôtel Dieu a subi une attaque de canons lors de la prise de Cavaillon en 1791 à l'occasion d'un événement révolutionnaire consistant à rattacher les territoires pontificaux du Comtat Venaissin et d'Avignon à la France. Les traces de cette journée révolutionnaire sont encore visibles sur la façade de la chapelle de l'Hôpital.
Cette structure a existé jusqu'au début du XXe siècle où l'Hôpital a été déménagé de l'autre coté de la route au pied de la colline Saint Jacques avec des dimensions beaucoup plus importantes.
Une grande partie de l'Hôpital a été détruite immédiatement après l'inauguration de la nouvelle structure. Seule la chapelle de l'Hôpital et son corps d'entrée subsistent actuellement.

### Patrimoine et mutation du passé hospitalier
Le corps d'entrée et la chapelle ont été rachetés par la famille Jouve, une riche famille cavaillonnaise, dans les années 1910. En plus de sauvegarder le patrimoine bâti de Cavaillon, leur but était de créer dans cet espace un musée regroupant leurs découvertes et leurs collectes de nombreux indices et objets archéologiques. À sa mort en 1938 Marie-Thérèse Jouve, la dernière descendante lègue par testament à la Fondation Calvet, le Musée de l'Hôtel-Dieu, ainsi que l'ensemble des collections Jouve. Le premier conservateur du musée est André Dumoulin, à partir de 1946.

## Hôpital moderne

### Un hôpital exemplaire
Le nouvel Hôpital a été inauguré le 4 septembre 1907 en même temps que le monument à Léon Gambetta. Cette inauguration s'inscrit dans le cadre des festivités de la Troisième République qui se construit son identité nationale basée sur les valeurs et les principes républicains issus des Lumières et de la Révolution. La date n'est pas choisie au hasard puisque c'est l'anniversaire des 37 ans de la proclamation de la République. L'ancien Président de la République Émile Loubet est présent à cette cérémonie. Le nouvel Hôpital est par ailleurs orné des valeurs de la République : Liberté, Égalité, Fraternité et de la mention symbolique RF pour désigner la République française.
L'architecture de l'Hôpital correspond aux commandes que fait le régime pour ses établissements publics laïcs comme ses écoles et ses nouvelles mairies.

### L'Hôpital au XXe siècle
La structure parvient à prodiguer des soins dans des locaux à taille humaine durant une grande partie du XXe siècle. L'Hôpital est provisoirement transformé en Hôpital militaire durant la Première Guerre mondiale où il soigne des troupes coloniales. Puis, en 1940, un incendie ravage le premier étage d'un bâtiment de soin. 
L'Hôtel Dieu de Cavaillon est classé au titre des monuments historiques depuis le 13 décembre 1988. C'est à cette époque là que l'Hôpital moderne entame sa deuxième mue en ouvrant un service entièrement rénové en 1986.
Les locaux sont considérablement agrandis en doublant la taille de la structure de 1907 au cours des années 1993-1995. Le site se conforme aux nouvelles technologies médico-chirurgicales.

## Le Centre Hospitalier du début du XXIe siècle

### Temps de crises
Les agrandissements proposent un service public de santé de qualité jusqu'à la crise économique de 2008. En 2003, l'Hôpital devient un Centre Hospitalier Intercommunal en intégrant le complexe hospitalier de Roquefraiche situé à Lauris.
L'Hôpital continue sa transformation en se regroupant au sein du Groupement Hospitalier de Territoire de Vaucluse en 2016. Il passe alors sous la tutelle du centre hospitalier d'Avignon.
Comme l'ensemble des services publics en France, l'Hôpital de Cavaillon a connu des difficultés de saturation, puis de désaffection depuis la crise de 2008. Cela est dû en partie au manque d'attractivité des postes de santé dans les hôpitaux publics. La pandémie du Covid n'a rien arrangé au contraire puisque faute d'effectifs de personnel suffisant la structure perd en qualité et perd la certification de la Haute Autorité de Santé. Et l'Hôpital continue de perdre son personnel et de prodiguer des soins comme il peut en tenant compte de toutes les contraintes qui affectent l'ensemble des structures hospitalières en France. En 2023, l'Hôpital ferme ses urgences la nuit, pendant trois mois.

### Temps d'espoirs
Toutefois ces crises latentes ne font pas oublier que l'Hôpital de Cavaillon poursuit sa transformation. Le projet d'établissement programme une rénovation des pôles de service et une prise en charge plus éthique. 
Par ailleurs, la construction du nouvel EHPAD public de l'autre côté du Canal St Julien permet une prise d'air pour l'Hôpital qui arrivait à saturation dans ses locaux. En effet, c'est une cinquantaine de lits qui vont être ouverts après le départ des résidents de l'EHPAD actuel en comptant également la réorganisation de cette partie de locaux et le site de Lauris qui ouvrira de nouveaux services dans les pôles médecine et chirurgie. Ce projet s'inscrit également dans le cadre du Plan local d'urbanisme du 4 avril 2019.